# Libin
Libin ist eine belgische Gemeinde im Bezirk Neufchâteau der Provinz Luxemburg.
An der rue Devant les Hêtres in unmittelbarer Nähe der Autobahnausfahrt an der A4 liegt das als Museum und Konferenzzentrum genutzte Euro Space Center.

## Ortsteile
Zur Gemeinde gehören neben Libin die Ortsteile Anloy, Ochamps, Redu, Smuid, Transinne und Villance.

## Geschichte
Zur Zeit der karolingischen Herrscher stand in Villance eine "villa", die in mehreren Urkunden erscheint: Erstmals 839, als sich Kaiser Ludwig der Fromme mit ihr beschäftigte (Regesta Imperii I, Nr. 995), dann 842, als Kaiser Lothar I. bestätigte, dass Graf Richard seinen Besitz in Villance dem Kloster Prüm übergeben ließ (RI I,1094), dann 865, als Kaiser Lothar II. dem Kloster Prüm seinen Besitz hier bestätigte (RI I,1305) und schließlich 893, als Villance zu den 118 Orten gehörte, die im "Prümer Urbar" als dessen Besitzungen verzeichnet waren. Später bauten die Grafen von Namur hier ein Schloss. 1357 verzichtete Graf Wilhelm von Namur auf Rechte an Schlössern und Gütern im Ort (RIplus URH 7, 221). 

## Weblinks

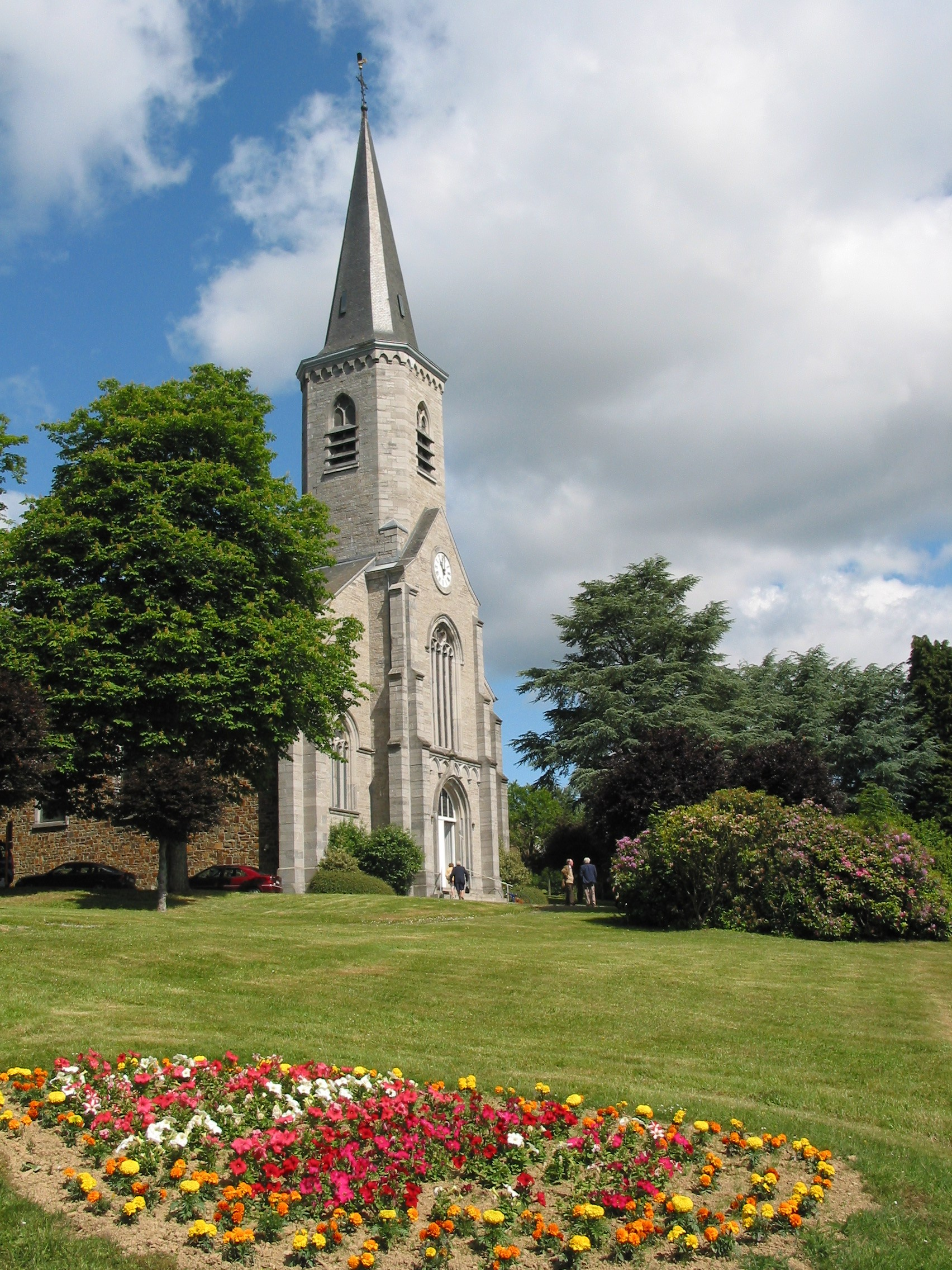
Kirche Notre-Dame du Carmel in Libin